# Under My Skin (album)
Under My Skin (ang. pod moją skórą) – drugi studyjny album Avril Lavigne wydany w 2004 roku. Sprzedany został w 6.5 milionach egzemplarzy.
Na drugim albumie młodej Kanadyjki zawarto zdecydowanie cięższą muzykę niż na debiutanckiej płycie, o tytule Let Go. Album wyraźnie różni się od pozostałych płyt wokalistki mocnym, wręcz hardrockowym brzmieniem.

## Spis utworów
| Nr  | Tytuł utworu       | Autorzy                         | Producenci   | Długość |
| --- | ------------------ | ------------------------------- | ------------ | ------- |
| 1.  | „Take Me Away”     | Avril Lavigne, Evan Taubenfeld  | Don Gilmore  | 2:57    |
| 2.  | „Together”         | Lavigne, Chantal Kreviazuk      | Gilmore      | 3:14    |
| 3.  | „Don't Tell Me”    | Lavigne, Taubenfeld             | Butch Walker | 3:21    |
| 4.  | „He Wasn't”        | Lavigne, Kreviazuk              | Raine Maida  | 2:59    |
| 5.  | „How Does It Feel” | Lavigne, Kreviazuk              | Maida        | 3:44    |
| 6.  | „My Happy Ending”  | Lavigne, Walker                 | Walker       | 4:02    |
| 7.  | „Nobody's Home”    | Lavigne, Ben Moody              | Gilmore      | 3:31    |
| 8.  | „Forgotten”        | Lavigne, Kreviazuk              | Gilmore      | 3:16    |
| 9.  | „Who Knows”        | Lavigne, Kreviazuk              | Maida        | 3:30    |
| 10. | „Fall to Pieces”   | Lavigne, Maida                  | Maida        | 3:28    |
| 11. | „Freak Out”        | Lavigne, Taubenfeld, Matt Brann | Walker       | 3:12    |
| 12. | „Slipped Away”     | Lavigne, Kreviazuk              | Maida        | 3:33    |
|     |                    |                                 |              | 40:47   |

## Ścieżki bonusowe
- "I Always Get What I Want" – 2:31 – (edycja japońska, brytyjska, B-side do singla "Nobody's Home")
- "Take It" - 2:50 (B-side do singla "My Happy Ending")
- "Nobody's Home" (Live) – Under My Skin edycja specjalna
- "Take Me Away" (Live) – Under My Skin edycja specjalna
- "He Wasn't" (Live) – Under My Skin edycja specjalna
- "Tomorrow" (Live) – Under My Skin edycja specjalna

## Bonez Tour
"Bonez Tour" to trasa koncertowa promująca 2 album Avril Lavigne.
Track Lista "Bonez Tour":
1. He Wasn't
2. My Happy Ending
3. Take Me Away
4. Freak Out
5. Unwanted
6. Anything But Ordinary
7. Who Knows
8. I'm with You
9. Losing Grip
10. Together
11. Forgotten
12. Tomorrow
13. Nobody's Home
14. Fall to Pieces
15. Don't Tell Me
16. Sk8er Boi
17. Complicated
18. Slipped Away